# Джордж Коен
Джордж Коен (англ. George Cohen; 22 жовтня 1939, Лондон — 23 грудня 2022) — англійський футболіст, захисник.

## Клубна кар'єра
У дорослому футболі дебютував 1956 року виступами за команду клубу «Фулхем», кольори якої і захищав протягом усієї своєї кар'єри гравця, що тривала чотирнадцять років. Більшість часу, проведеного у складі «Фулхема», був основним гравцем захисту команди.

## Виступи за збірні
Грав за молодіжну збірну Англії.
1964 року дебютував в офіційних матчах у складі національної збірної Англії. Протягом кар'єри у національній команді, яка тривала 4 роки, провів у формі головної команди країни 37 матчів.
У складі збірної був учасником чемпіонату світу 1966 року в Англії, здобувши того року титул чемпіона світу.

## Титули і досягнення
- Чемпіон світу (1):

1966